# Agroeca brunnea
Agroeca brunnea, skogslyktspindel, är en spindelart i familjen Liocranidae, månspindlar. Den är spridd i den palearktiska regionen och finns i större delen av Sverige. Man lägger framför allt märke till dess typiska och iögonfallande äggkokonger. Spindeln spinner inget fångstnät, utan jagar nattetid genom att förfölja bytet.

## Utseende
Skogslyktspindeln är ganska oansenlig, brunfärgad med en svag teckning på ryggsidan. Framkroppens rygg har mörka snedstreck som flyter ihop till två mer eller mindre tydliga längsband. Bakkroppen har flera mörka tvärband som är avbrutna i mitten. Benen är rödbruna. Kroppen och benen är försedda med korta guldglänsande hår. Spindeln ses sällan, eftersom den är nattaktiv. Honan är 6 - 10 mm, hanen 5 - 7 mm. 

## Levnadssätt
Spindeln vistas dagtid i ett bo som är beklätt med spunnet nät och byggt i mossa eller bland vissna löv eller under bark. På natten ger den sig ut på jakt, varvid den försiktigt smyger runt och fångar ätbara smådjur. Den använder inte fångstnät, utan lokaliserar bytet med hjälp av känseln. 

## Fortplantning
Hanen uppvaktar honan genom att vinka med de två främsta benparen. Efter parningen tillverkar honan äggkokongen. Hon arbetar med detta under två nätter. Första natten bygger hon kokongen, som är upphängd med trådar nära marken under växtstjälkar, kvistar eller strån, och lägger äggen i denna. 
Då honan tillverkat kokongens stjälk hänger hon under denna och vrider sig runt i en cirkel medan väggen spinns. Kokongens diameter motsvarar avståndet mellan honans spinnvårtor och palper (känselspröt).
Kokongen har två rum ovanför varandra, skilda av ett horisontellt golv. I det övre rummet, som är mindre, lägger hon 40-60 gulvita ägg. I det nedre vistas de nykläckta spindlarna fram till sin första hudömsning.
Kokongen är från början helt vit. Andra natten fäster honan jordkorn och dylikt på kokongen för att maskera den. Kornen klibbas fast med saliv, ofta i så stor mängd att även formen blir otydlig. Trots detta angrips kokongen inte sällan av parasitsteklar. Det händer också ofta att kokongen lämnas okamouflerad.
Ungspindlarna kläcks 3-4 veckor efter äggläggningen och tar sig då ner i kokongens nedre rum, där de vistas ytterligare 2-3 veckor. Därefter bryter de genom kokongens vägg och vandrar ut i det fria.

## Förekomst
Arten förekommer i hela den palearktiska regionen. I Sverige finns den i större delen av landet utom längst i norr och delar av Norrlands inland.
Skogslyktspindeln förekommer i mycket varierande miljöer. Den finns i både fuktiga och torra skogar, och i våtmarker såväl som på torrängar. 
Utvecklingen är tvåårig och vuxna djur kan anträffas hela året runt.

## Namn
På tyska kallas den typiska äggkokongen "Feenlämpchen", fe-lampa, och spindelarten "Feenlämpchenspinne", fe-lampspindel. På holländska heter den "lantaarnspin", lyktspindel. På engelska har den inget namn, men en författare föreslår namnet "fairy-lamp spider", fe-lampspindel. Arten har fått det svenska namnet  "skogslyktspindel".

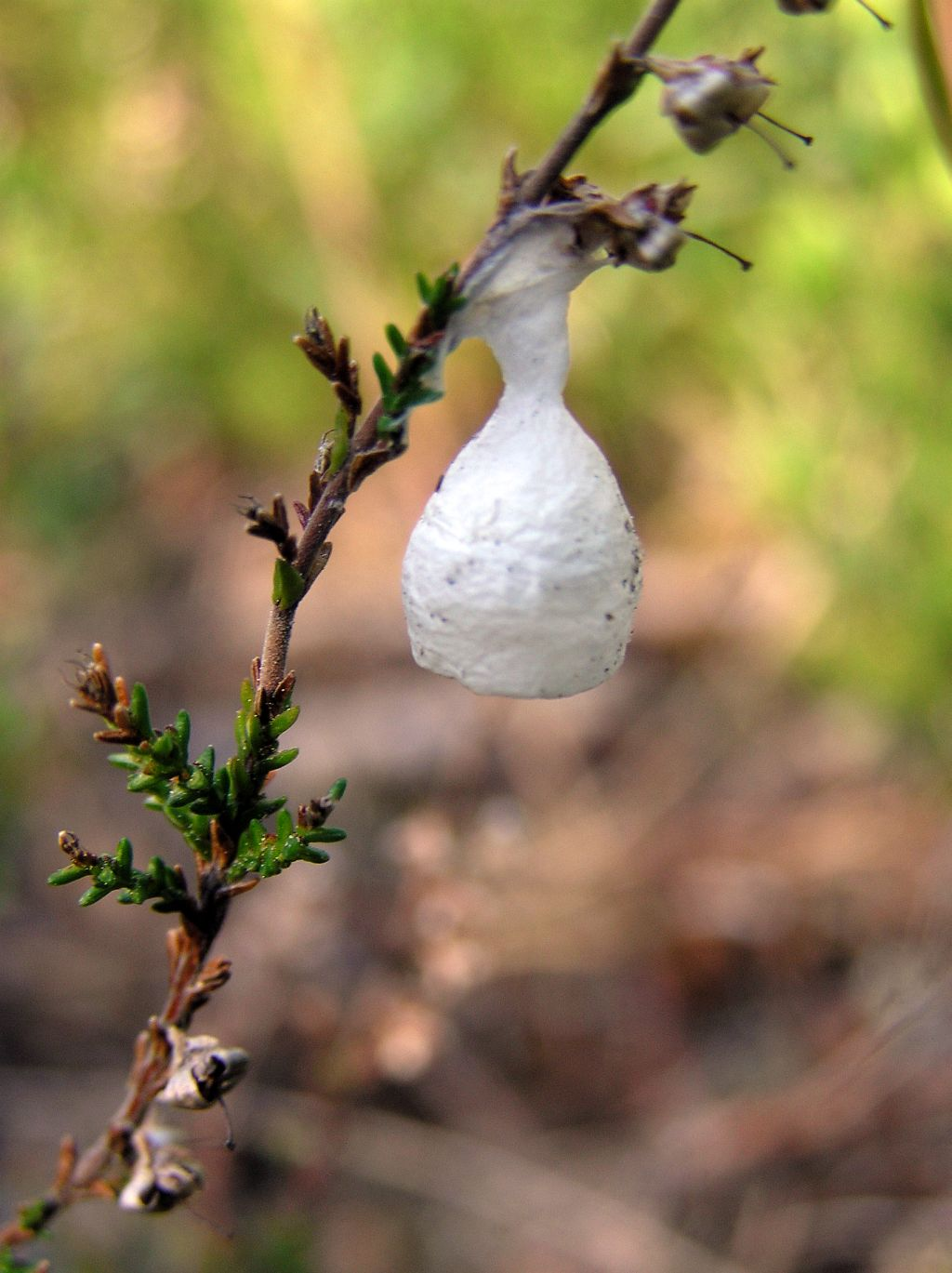
Äggkokong av A. brunnea
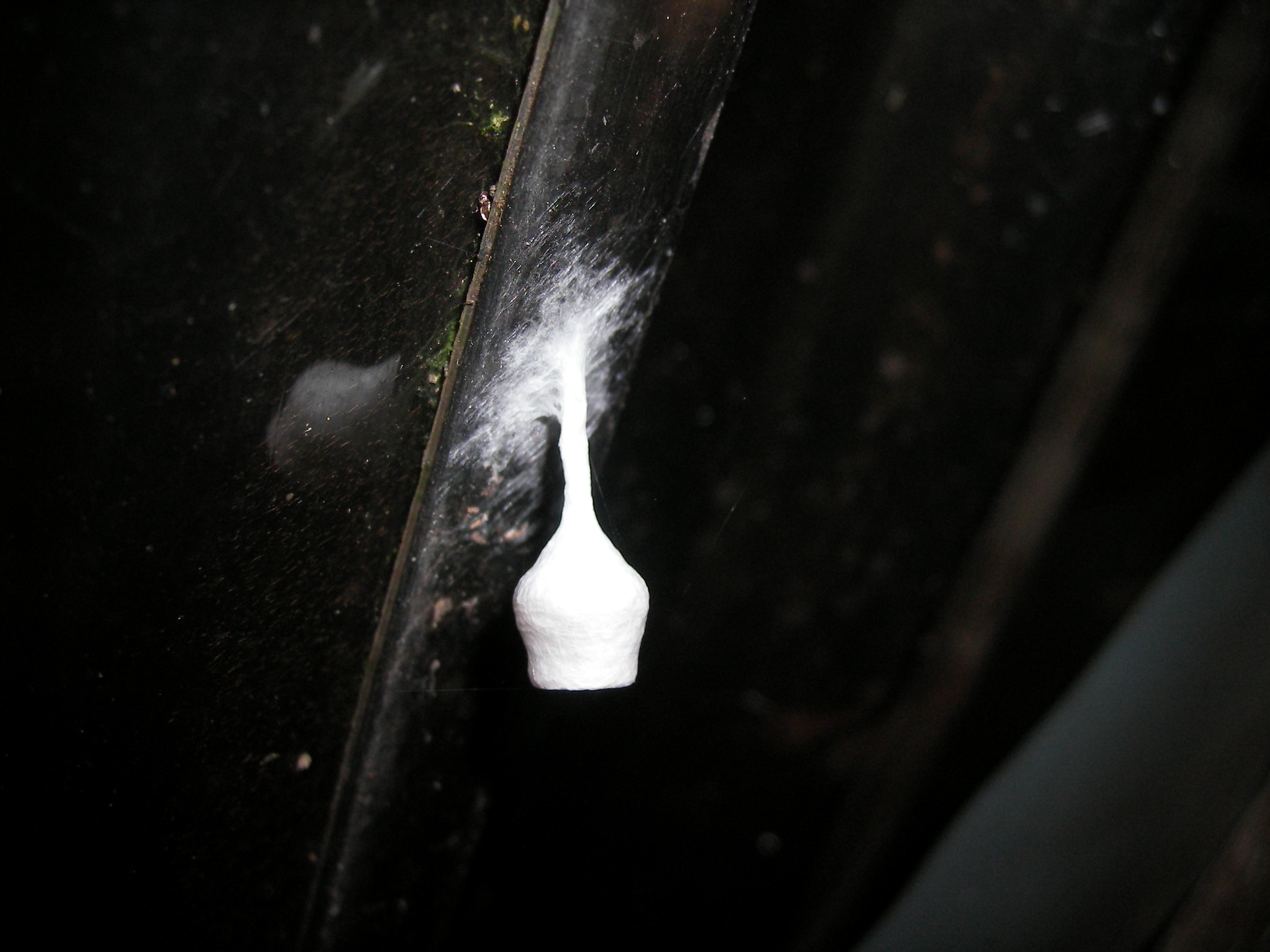
Äggkokong av A. brunnea
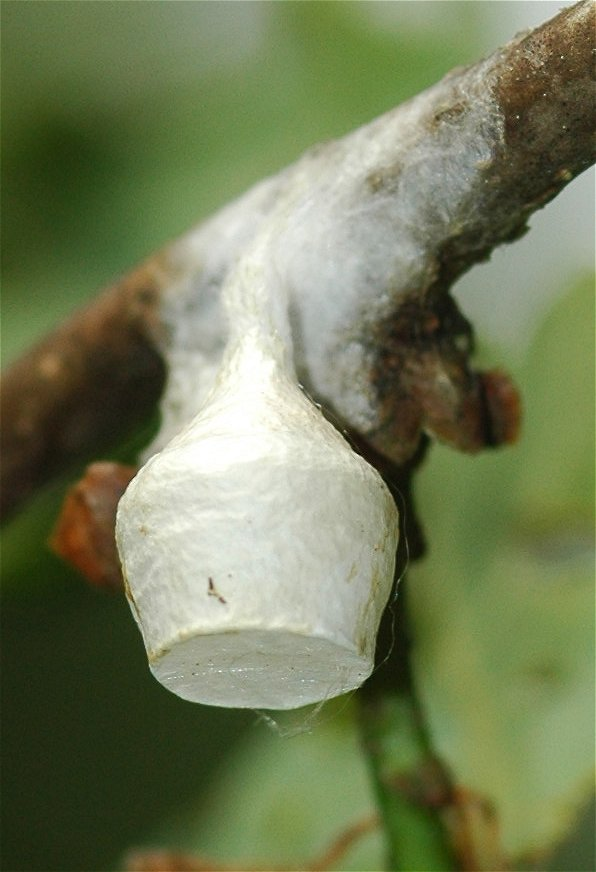
Äggkokong av A. brunnea